# 病院食
病院食（びょういんしょく）とは、一般的に病院内で入院している患者に対して提供される食事（給食）のことである。似たような言葉に病人食があるが、病人食は病院内外を問わず病気療養中の人に提供される食事のことを指し、病院食とは異なる。

## 解説
一般の食事と異なり、各々の病院で、個々の入院患者の病状や体質（食物アレルギーなど）に応じて、カロリーや栄養分（高タンパク、低タンパクなど）が処方される。歯応えのあるものを避け、味付けが薄く、香辛料などの刺激物を控える傾向がある。
個々の入院患者への対応から、かつては管理栄養士指導の下に病院内で調理される場合が多かったが、調理法の改善やコストの点から、外部のセントラルキッチンへの移行や外部委託が進んでいる。
台湾、ケニア、イギリス、スペイン、日本、スウェーデン、オーストラリア、イタリア、ブラジルなどで提供されている。多くの国で、病院食による食中毒事件が起きる場合があり、場合によっては死亡する（イギリス、ブラジル、日本）。
また、病気や地域によっては栄養不足が指摘される。

## 入院時食事療養費
入院した際の病院食については、入院時食事療養費と呼ばれる保険給付が行われる。1日当たりの給付だと、入院した日に夕食しか食べない場合でも1日分が給付され、入院患者も食事費の個人負担金は1日分が徴集されていたことから、2006年度の改正により自分が食した食事の回数分の給付となった。
入院時食事療養費は（I）と（II）の2種類が存在し、一定の条件を満たしていて届出をしている場合は（I）扱いとなり従来は1日あたり1,920円が給付されていた。届出をしていない場合は（II）扱いとなり1,520円の給付であった。2006年度の改正で（I）は1食あたり640円に改正された。
入院時食事療養費には種々の加算項目がある。選択メニュー加算として50円が給付されたが2006年度の改正で廃止された。その結果、病院によっては選択メニューを希望する人から独自に手数料を徴収するところが現れてきている。
食堂を設置しそこで食させる場合に加えることの出来る食堂加算金は50円。特別食加算は350円だったところが1食あたり76円に変更となり3食で228円であることから122円の減額となる。特別管理加算として200円付加されていたのが廃止されその替わりに新栄養管理実施加算として12点/日が加算されることになった。

### 特別食事加算
特別食加算(とくべつしょくじかさん、英語: Special meal addition)とは、治療食に対して支払われるもので、次の治療食が算定出来る。
- 腎臓食
- 肝臓食
- 膵臓食
- 糖尿病食
- 胃潰瘍食
- 貧血
- 高脂血症食
- 痛風食
- てんかん食
- 無菌食
- フェニルケトン尿症食
- メープルシロップ尿症食
- ホモシスチン尿症食
- ガラクトース血症食
- 治療乳

また、胃潰瘍食については流動食を除くとされている。これら治療食は厚生労働省通達で使われている呼称で各病院で独自の名称を使用しているところがあるが、通達に使っており、一般的名称を使用するように要望されている。尚、ここにあげた治療食に対する定義は明瞭に示されていない。